# I. liga 1958-1959
L'edizione 1958/59 del campionato cecoslovacco di calcio vide la vittoria finale del CH Bratislava.
Capocannoniere del torneo fu Miroslav Wiecek del Baník Ostrava con 20 reti.

## Classifica finale
|    | Classifica                | G  | V  | N | P  | GF | GS | DR  | Pti |
| -- | ------------------------- | -- | -- | - | -- | -- | -- | --- | --- |
| 1  | CH Bratislava             | 26 | 16 | 8 | 2  | 56 | 27 | +29 | 40  |
| 2  | Dukla Praga               | 26 | 12 | 7 | 7  | 40 | 30 | +10 | 31  |
| 3  | Dynamo Praga              | 26 | 12 | 7 | 7  | 39 | 34 | +5  | 31  |
| 4  | Tatran Prešov             | 26 | 12 | 5 | 9  | 35 | 37 | -2  | 29  |
| 5  | Rudá Hvězda Brno          | 26 | 13 | 1 | 12 | 44 | 43 | +1  | 27  |
| 6  | Baník Ostrava             | 26 | 10 | 6 | 10 | 44 | 40 | +4  | 26  |
| 7  | Spartak Trnava            | 26 | 9  | 7 | 10 | 31 | 28 | +3  | 25  |
| 8  | Slovan Bratislava         | 26 | 8  | 8 | 10 | 38 | 36 | +2  | 24  |
| 9  | Spartak Praga Stalingrado | 26 | 7  | 9 | 10 | 37 | 42 | -5  | 23  |
| 10 | Spartak Praga Sokolovo    | 26 | 8  | 7 | 11 | 37 | 47 | -10 | 23  |
| 11 | Jednota Košice            | 26 | 10 | 3 | 13 | 32 | 43 | -11 | 23  |
| 12 | Pardubice                 | 26 | 8  | 5 | 13 | 34 | 46 | -12 | 21  |
| 13 | Dynamo Žilina             | 26 | 7  | 7 | 12 | 36 | 35 | +1  | 21  |
| 14 | Ústí nad Labem            | 26 | 7  | 6 | 13 | 29 | 44 | -15 | 20  |

## Verdetti
- CH Bratislava campione di Cecoslovacchia 1958/59.
- CH Bratislava ammessa alla Coppa dei Campioni 1959-1960.
- Dynamo Praha e Baník Ostrava ammesse alla Coppa Mitropa 1959.
- Dynamo Žilina e Spartak Ústí nad Labem retrocesse.